# Epropetes zonula
Epropetes zonula är en skalbaggsart som beskrevs av Martins och Dilma Solange Napp 1984. Epropetes zonula ingår i släktet Epropetes och familjen långhorningar. Inga underarter finns listade i Catalogue of Life.